# Kuss-Maler

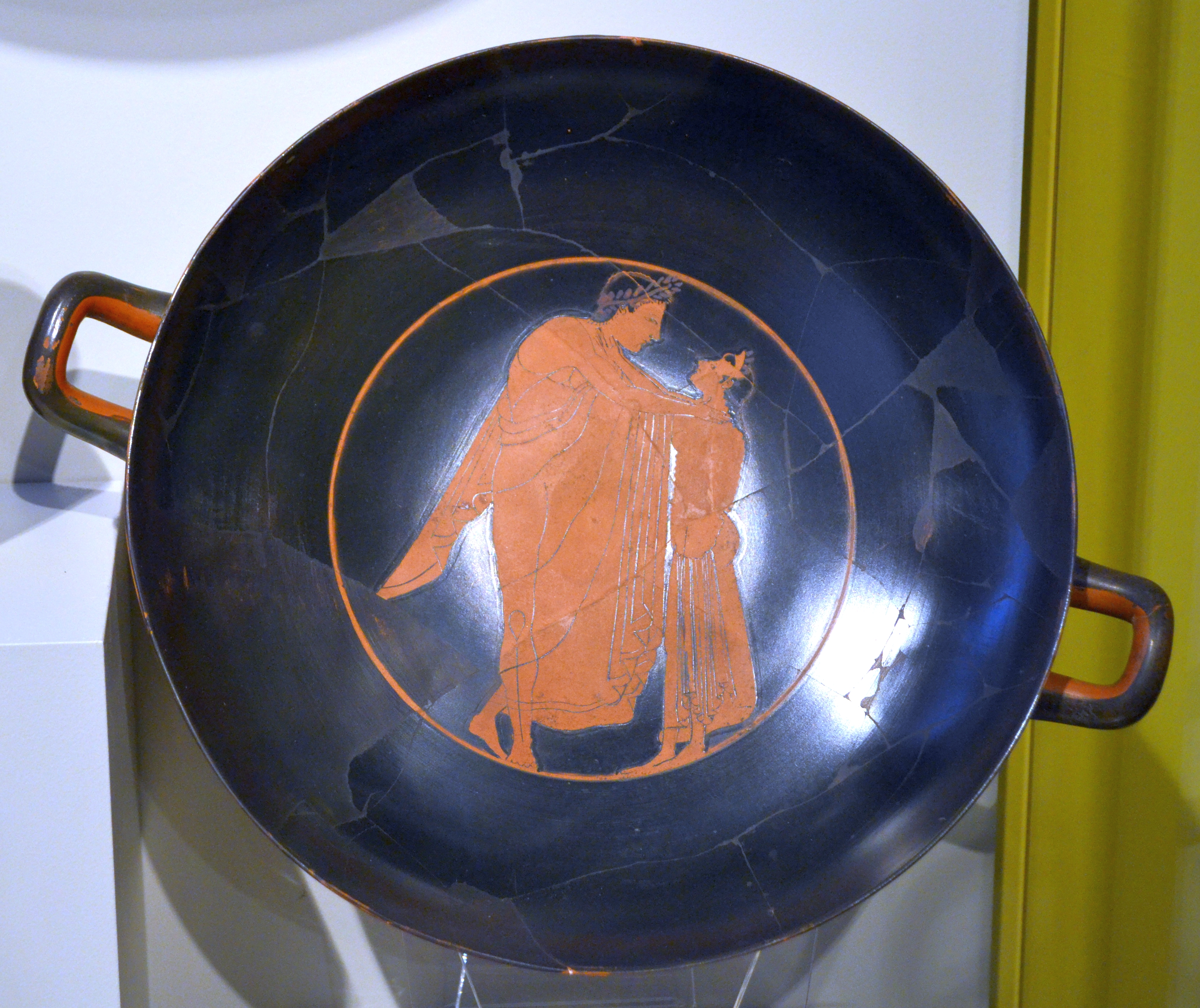
Berliner Namenvase das Kuss-Malers.

Der Kuss-Maler (Kiss Painter) (tätig um 520–510 v. Chr.) war ein attischer, namentlich nicht mehr bekannter Vasenmaler des attisch-rotfigurigen Stils. Seinen Notnamen erhielt er nach der Darstellung Schale F 2269 in der Berliner Antikensammlung und des Schalenfragments in New York, Metropolitan Museum of Art 07.286.50, die jeweils im Innenbild einen Jüngling und ein Mädchen zeigen, die einander umarmen und ihre Münder zum Kuss nähern. Der Kuss-Maler gehört zu den früh-rotfigurigen Schalenmalern und steht stilistisch dem Chairias-Maler nahe.

## Werke
- Adria, Museo Civico
Fragment einer Schale B 778
- Baltimore, Johns Hopkins University Museum
Schale AIA B 5
- Berlin, Antikensammlung
Schale F 2269
- Florenz, Museo Archeologico 12B56 +Rom, Museo Nazionale Etrusco di Villa Giulia + Heidelberg, Universität 38
Fragmente einer Schale
- New York, Metropolitan Museum of Art
Fragment einer Schale 07.286.50